# バビット
バビット（欧字名:Babbitt、2017年5月1日 - ）は、日本の競走馬。主な勝ち鞍は2020年のラジオNIKKEI賞、セントライト記念。恋多き男と呼ばれる。
馬名の意味は、「人名（アイザック・バビット）より。合金名（バビットメタル）」。

## 経歴

### 出生の背景
母アートリョウコは門別競馬場、大井競馬場にて6戦1勝という成績を残し、北海道日高郡新ひだか町の聖心台牧場にて繁殖牝馬となった。初年度はアサクサキングスを種付けたが産駒に恵まれず、2年目に再びアサクサキングスを配合し初仔を出産（アンナージュ）、後に競走馬としてデビューを果たしている。3年目はナカヤマフェスタが種付けされ、同じ新ひだか町の大典牧場に移動。さらに大典牧場と親戚関係にある、浦河町の大北牧場に受胎した状態で譲渡された。2017年5月1日、大北牧場にてアートリョウコの2017（後にバビット）が誕生する。なお、アートリョウコは以後2年間でエスポワールシチー、ヴァンセンヌとの仔を出産し、2019年、8歳で結腸捻転により死亡した。

### 幼駒時代
牧場では、「とても柔らかい動きをする馬で、素直な気性」であったという。大きい体ではなかったことから、2018年10月1日のオータムセールに上場、グランデファームに150万円（税込:162万円）で取引された。素直な気性であるにもかかわらず、落札後、馬房へ帰るのを嫌がり放馬、雨に濡れた芝を滑ったりするなど、気の強い一面を見せるなど、関係者を驚かせたという。（オータムセールの様子については、右（上）の動画リンク4時間20分7秒を参照。）
グランデファームにて育成が行われたのち、2019年5月21日の北海道トレーニングセールに上場。公開調教では22秒31のパフォーマンスを見せ、宮田直也に500万円で落札された。「バビット」と名付けられ、栗東トレーニングセンターの浜田多実雄厩舎に預けられた。

### 競走馬時代

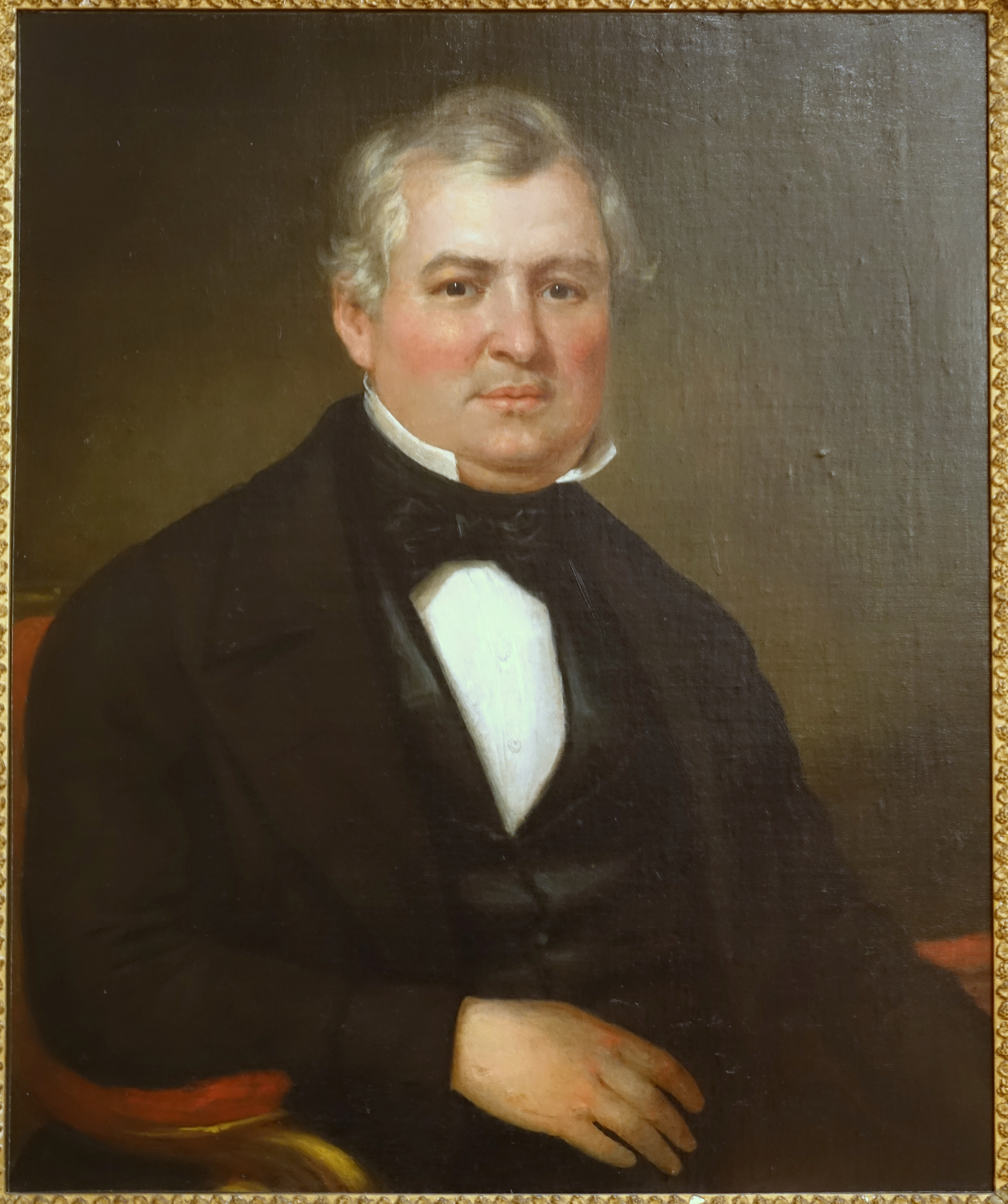
馬名の由来となったアイザック・バビット

2019年11月24日、京都競馬場の新馬戦（芝1800メートル）に菱田裕二を鞍上に出走。単勝オッズ59.7倍の11番人気の評価ながら、逃げの手を打ち2着に食い込む。続いて阪神競馬場の未勝利戦（芝2000メートル）に古川吉洋を背に出走し、再び2着となる。
間隔を空けて3歳となり、春の福島競馬場開催の未勝利戦（芝2000メートル）に単勝オッズ2.9倍の1番人気に推されて出走。逃げの手を打ち、後方に2馬身2分の1で離して勝利、3戦目で勝ち上がりを果たすとともに、騎乗した和田竜二にJRA通算1300勝目の節目の勝利をもたらした。
続いて、新潟競馬場の早苗賞（1勝クラス）に団野大成の騎乗で出走、このレースでも逃げの手を打ち、藤田菜七子騎乗のロータスランドとの競り合いをクビ差制して2勝目を挙げた。
7月5日、福島競馬場のラジオNIKKEI賞（GIII）で重賞初出走。ところが、団野が当日他のレースで落馬負傷（後日骨盤骨折の診断を受けた）ため、急遽内田博幸に乗り替わった。1枠1番から好スタートを切って逃げ、前半1000メートル59.6秒の平均的なペースを刻み、先頭のまま最後の直線に進入した。上がり3ハロン（600メートル）を出走メンバー中最速の35.8秒の脚を見せて後続を突き放し、勝利。2位入線のパンサラッサに5馬身離しての重賞初制覇、3連勝を達成した。「団野騎手が育ててきた馬なので、いい競馬をしてバトンタッチしたいと思っていた。またいい馬に乗れると思うし、これをバネにしてもらって頑張ってほしい」と団野を気遣った内田は「いいスタートを切ったのでわざわざ下げる必要はないと思った。直線でも手応えは良く走っていた。スピードがあってスタミナも持ち合わせているので、多少ペースが速くても大丈夫だということが分かった」「まさかこんなにいいパフォーマンスができるとはね」と振り返っている。
9月21日、重賞2勝目を狙いセントライト記念に出走、前走と同じく好スタートから先手を取ると、サトノフラッグ以下の追撃を1馬身半差で振り切り重賞2勝目を挙げた。
10月25日、初のGI出走となった菊花賞はキメラヴェリテが逃げ、離れた2番手でレースを進め、4コーナーで先頭に立つも直線力尽き10着に敗れ、初めて連対を外す。（詳細は第81回菊花賞を参照）次走、初の古馬との対戦となった有馬記念は逃げるも13着と大敗（詳細は第65回有馬記念を参照）。
2021年2月28日、4歳初戦となった中山記念は2番人気で出走、道中逃げるも早めに後続に捕まり離れた最下位に敗れる。
その後、5月19日に右前浅屈腱炎で全治9ヶ月以上の休養を要することが発表された。

## 競走成績
以下の内容は、netkeiba.comの情報に基づく。
| 競走日     | 競馬場 | 競走名           | 格   | 距離（馬場）  | 頭 数 | 枠 番 | 馬 番 | オッズ （人気） | 着順 | タイム （上がり3F） | 着差 | 騎手        | 斤量 [kg] | 1着馬（2着馬）         | 馬体重 [kg] |
| ---------- | ------ | ---------------- | ---- | ------------- | ----- | ----- | ----- | --------------- | ---- | ------------------- | ---- | ----------- | --------- | ---------------------- | ----------- |
| 2019.11.24 | 京都   | 2歳新馬          |      | 芝1800m（良） | 15    | 4     | 7     | 059.7（11人）   | 02着 | R1:49.4（36.6）     | -0.7 | 0菱田裕二   | 55        | レッドフラヴィア       | 452         |
| 0000.12.14 | 阪神   | 2歳未勝利        |      | 芝2000m（良） | 16    | 1     | 2     | 012.90（5人）   | 02着 | R2:01.4（35.9）     | -0.0 | 0古川吉洋   | 55        | ディープハーモニー     | 456         |
| 2020.04.26 | 福島   | 3歳未勝利        |      | 芝2000m（良） | 16    | 6     | 12    | 002.90（1人）   | 01着 | R2:01.2（36.0）     | -0.4 | 0和田竜二   | 56        | （ロードライトニング） | 452         |
| 0000.05.23 | 新潟   | 早苗賞           | 1勝  | 芝1800m（良） | 14    | 3     | 4     | 016.80（5人）   | 01着 | R1:47.8（33.8）     | -0.0 | 0団野大成   | 56        | （ロータスランド）     | 454         |
| 0000.07.05 | 福島   | ラジオNIKKEI賞   | GIII | 芝1800m（稍） | 12    | 1     | 1     | 020.20（8人）   | 01着 | R1:47.3（35.8）     | -0.8 | 0内田博幸   | 53        | （パンサラッサ）       | 454         |
| 0000.09.21 | 中山   | セントライト記念 | GII  | 芝2200m（良） | 12    | 5     | 6     | 005.90（4人）   | 01着 | R2:15.0（37.0）     | -0.3 | 0内田博幸   | 56        | （サトノフラッグ）     | 462         |
| 0000.10.25 | 京都   | 菊花賞           | GI   | 芝3000m（良） | 18    | 6     | 11    | 012.50（3人）   | 10着 | R3:07.6（37.7）     | -2.1 | 0内田博幸   | 57        | コントレイル           | 450         |
| 0000.12.27 | 中山   | 有馬記念         | GI   | 芝2500m（良） | 16    | 1     | 1     | 036.2（10人）   | 13着 | R2:36.8（38.4）     | -1.8 | 0内田博幸   | 55        | クロノジェネシス       | 458         |
| 2021.02.28 | 中山   | 中山記念         | GII  | 芝1800m（良） | 14    | 5     | 7     | 003.70（2人）   | 14着 | R1:48.1（38.5）     | -3.2 | 0内田博幸   | 56        | ヒシイグアス           | 460         |
| 2022.09.25 | 中山   | オールカマー     | GII  | 芝2200m（良） | 13    | 8     | 13    | 073.10（9人）   | 04着 | R2:13.2（36.1）     | -0.5 | 0横山典弘   | 56        | ジェラルディーナ       | 474         |
| 0000.10.30 | 東京   | 天皇賞（秋）     | GI   | 芝2000m（良） | 15    | 7     | 12    | 173.4（12人）   | 15着 | R1:58.7（34.6）     | -1.2 | 0横山典弘   | 58        | イクイノックス         | 462         |
| 2023.01.22 | 中山   | AJCC             | GII  | 芝2200m（良） | 14    | 4     | 5     | 014.10（6人）   | 08着 | R2:14.5（36.0）     | -1.0 | 0横山典弘   | 57        | ノースブリッジ         | 476         |
| 0000.10.08 | 東京   | 毎日王冠         | GII  | 芝1800m（良） | 12    | 5     | 5     | 083.80（9人）   | 10着 | R1:46.3（35.0）     | -1.0 | 0内田博幸   | 57        | エルトンバローズ       | 464         |
| 0000.11.12 | 福島   | 福島記念         | GIII | 芝2000m（良） | 16    | 7     | 14    | 024.2（11人）   | 14着 | R2:03.4（39.2）     | -2.5 | 0内田博幸   | 58        | ホウオウエミーズ       | 458         |
| 2024.01.21 | 京都   | 東海S            | GII  | ダ1800m（重） | 16    | 6     | 12    | 061.8（11人）   | 16着 | R1:54.4（41.1）     | -5.2 | 0団野大成   | 57        | ウィリアムバローズ     | 468         |
| 0000.02.11 | 京都   | 京都記念         | GII  | 芝2200m（良） | 12    | 1     | 1     | 082.90（9人）   | 03着 | R2:12.5（35.5）     | -0.4 | 0団野大成   | 57        | プラダリア             | 460         |
| 0000.04.14 | 福島   | 福島民報杯       | L    | 芝2000m（良） | 16    | 6     | 12    | 009.90（7人）   | 16着 | R2:01.1（37.4）     | -2.2 | 0永島まなみ | 57        | リフレーミング         | 464         |
| 0000.06.01 | 京都   | 鳴尾記念         | GIII | 芝2000m（良） | 13    | 3     | 3     | 042.70（7人）   | 07着 | R1:57.9（35.1）     | -0.7 | 0和田竜二   | 57        | ヨーホーレイク         | 458         |
| 0000.07.07 | 福島   | 七夕賞           | GIII | 芝2000m（良） | 15    | 5     | 9     | 028.6（10人）   | 11着 | R1:59.1（37.8）     | -1.2 | 0内田博幸   | 57        | レッドラディエンス     | 460         |
| 0000.10.06 | 京都   | 京都大賞典       | GII  | 芝2400m（良） | 11    | 8     | 10    | 057.1（10人）   | 08着 | R2:23.4（35.5）     | -0.5 | 0団野大成   | 57        | シュヴァリエローズ     | 470         |
| 0000.11.30 | 京都   | チャレンジC      | GIII | 芝2000m（良） | 15    | 2     | 3     | 024.2（10人）   | 14着 | R2:01.8（39.0）     | -3.6 | 0団野大成   | 57        | ラヴェル               | 466         |
| 2025.02.16 | 京都   | 京都記念         | GII  | 芝2200m（稍） | 12    | 2     | 2     | 054.30（8人）   | 04着 | R2:16.0（34.9）     | -0.3 | 0高杉吏麒   | 57        | ヨーホーレイク         | 476         |
| 0000.03.29 | 中山   | 日経賞           | GII  | 芝2500m（稍） | 15    | 8     | 14    | 053.00（9人）   | 11着 | R2:36.5（37.6）     | -0.4 | 0戸崎圭太   | 57        | マイネルエンペラー     | 472         |

- 競走成績は2025年3月29日現在

## エピソード
- 馬主の宮田直也は、自身初のJRA重賞制覇であるラジオNIKKEI賞優勝当時[26]、2015年生のバイオスパーク[27]（2020年函館記念（GIII）3着[28]）とバビットの2頭のみの所有で、共にオープンクラスへ昇格を果たしている[29]。
- 2022年に天皇賞・秋に出走した際には、記者にバビットの出走を記念したチロルチョコが配られた[30]。
- あだ名は「バ」[31]。
- バビットがいる浜田多実雄厩舎の向かいにある田中克典厩舎に、好きな馬がいるのではないかとSNS上で話題になったことがある。大恵陽子はその候補としてピンハイ（ミッキーアイル産駒、2022年チューリップ賞2着・2023年中日新聞杯3着）を挙げ、田中克典は、バビットが頻繁に鳴いていたことから、気になる馬がいるのではと思っていたと語った[31]。

## 血統表
| バビットの血統               | バビットの血統                                | バビットの血統                             | （血統表の出典）                           | （血統表の出典） |
| 父系                         | サンデーサイレンス系/ヘイロー系               | サンデーサイレンス系/ヘイロー系            | サンデーサイレンス系/ヘイロー系            | [ § 2 ]          |
| 父 ナカヤマフェスタ 2006鹿毛 | 父の父ステイゴールド 1994黒鹿毛               | *サンデーサイレンス                        | Halo                                       | Halo             |
| 父 ナカヤマフェスタ 2006鹿毛 | 父の父ステイゴールド 1994黒鹿毛               | *サンデーサイレンス                        | Wishing Well                               |                  |
| 父 ナカヤマフェスタ 2006鹿毛 | 父の父ステイゴールド 1994黒鹿毛               | ゴールデンサッシュ                         | *ディクタス                                | *ディクタス      |
| 父 ナカヤマフェスタ 2006鹿毛 | 父の父ステイゴールド 1994黒鹿毛               | ゴールデンサッシュ                         | ダイナサッシュ                             |                  |
| 父 ナカヤマフェスタ 2006鹿毛 | 父の母ディアウィンク 1998鹿毛                 | *タイトスポット                            | His Majesty                                | His Majesty      |
| 父 ナカヤマフェスタ 2006鹿毛 | 父の母ディアウィンク 1998鹿毛                 | *タイトスポット                            | Premium Win                                |                  |
| 父 ナカヤマフェスタ 2006鹿毛 | 父の母ディアウィンク 1998鹿毛                 | セイレイ                                   | *デインヒル                                | *デインヒル      |
| 父 ナカヤマフェスタ 2006鹿毛 | 父の母ディアウィンク 1998鹿毛                 | セイレイ                                   | *センスオブリズム                          |                  |
| 母 アートリョウコ 2011 栗毛  | 母の父*タイキシャトル 1994 栗毛               | Devil's Bag                                | Halo                                       | Halo             |
| 母 アートリョウコ 2011 栗毛  | 母の父*タイキシャトル 1994 栗毛               | Devil's Bag                                | Ballade                                    |                  |
| 母 アートリョウコ 2011 栗毛  | 母の父*タイキシャトル 1994 栗毛               | *ウェルシュマフィン                        | Caerleon                                   | Caerleon         |
| 母 アートリョウコ 2011 栗毛  | 母の父*タイキシャトル 1994 栗毛               | *ウェルシュマフィン                        | Muffitys                                   |                  |
| 母 アートリョウコ 2011 栗毛  | 母の母*グランスオークス Granse Oaks 1990 鹿毛 | Nureyev                                    | Northern Dancer                            | Northern Dancer  |
| 母 アートリョウコ 2011 栗毛  | 母の母*グランスオークス Granse Oaks 1990 鹿毛 | Nureyev                                    | Special                                    |                  |
| 母 アートリョウコ 2011 栗毛  | 母の母*グランスオークス Granse Oaks 1990 鹿毛 | Dry Fly                                    | Mill Reef                                  | Mill Reef        |
| 母 アートリョウコ 2011 栗毛  | 母の母*グランスオークス Granse Oaks 1990 鹿毛 | Dry Fly                                    | Gay Missile                                |                  |
| 母系(F-No.)                  | (FN:f3-l)                                     | (FN:f3-l)                                  | (FN:f3-l)                                  | [ § 3 ]          |
| 5代内の近親交配              | Halo 4x4=12.50%、Thatch・Special 5x4=9.38%    | Halo 4x4=12.50%、Thatch・Special 5x4=9.38% | Halo 4x4=12.50%、Thatch・Special 5x4=9.38% | [ § 4 ]          |
| 出典                         | 1. 2. 3. 4.                                   | 1. 2. 3. 4.                                | 1. 2. 3. 4.                                | 1. 2. 3. 4.      |